# 小行星5765
小行星5765（英語：5765 Izett）是一颗围绕太阳公转的小行星。1986年4月4日，卡罗琳·舒梅克、尤金·舒梅克在帕洛马山发现了此天体。
这颗小行星的绝对星等为59.12323等。